# Юго-Осетинская епархия
Ю́го-Осети́нская епа́рхия (греч. Ἱερὰ Ἐπισκοπὴ Νοτίου Ὀσσετίας, до 1 марта 2016 года — Ала́нская епа́рхия, осет. Алайнаг епархи греч. Ἱερὰ Ἐπισκοπὴ Ἀλανίας, груз. ალანიის ეპარქია) — епархия, основанная на территории фактически не действующей Никозской и Цхинвальской епархии Грузинской православной церкви. Учреждена в 2005 году в Республике Южная Осетия и входит в юрисдикцию Церкви истинно-православных христиан Греции (Синод Хризостома).
С 19 мая 2011 года епархия временно управляется епископом Мефонским Амвросием (Бэрдом).

## История

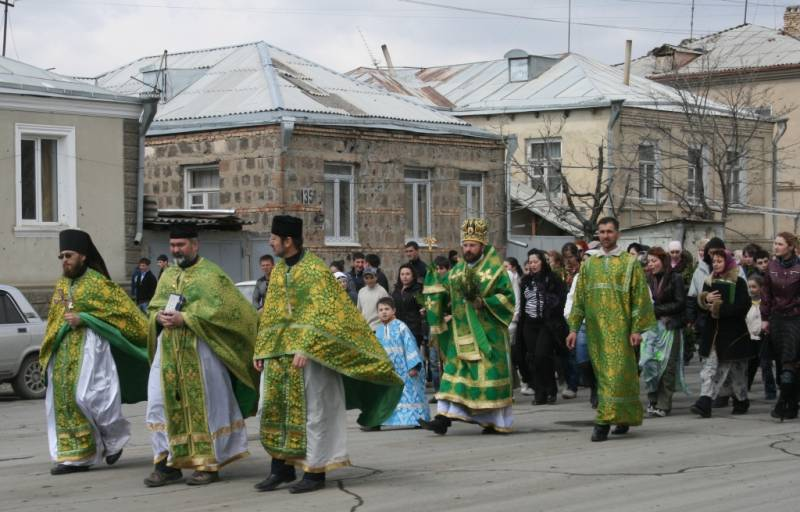
Епископ Георгий (Пухатэ) и осетинское духовенство на Вербное воскресенье 2009 года

В ноябре 2005 года во главе епархии был поставлен епископ Георгий (Пухатэ), рукоположённый «Синодом Противостоящих», являвшимся одной из греческих старостильных юрисдикций.
В интервью, опубликованном 25 сентября 2008 года Георгий (Пухатэ), в частности, сказал о своей епархии: «Москва отталкивает нас, отвергает, даже несмотря на то, что жители Южной Осетии — граждане России. Мы недоумеваем по поводу поведения Московской Патриархии в этой ситуации».
9 ноября 2008 года Председатель ОВЦС МП митрополит Кирилл (Гундяев) назвал «Аланскую епархию» «раскольнической как бы епархией» и сказал, в частности: «<…> с одной стороны, русские солдаты пролили кровь за осетинский народ, за то, чтобы защитить Южную Осетию, а с другой стороны духовные лидеры этой страны находятся в юрисдикции раскольнической церкви, которая главной своей целью ставит разрушение единства Русской Православной Церкви. Но так же не бывает. Поэтому первое, что необходимо сделать, это, конечно, решить вопрос с этой раскольнической юрисдикцией». Говоря о урегулировании фактически существующих статусов церковных структур в ЮО и Абхазии (Сухумо-Абхазская епархия де-факто пребывает в юрисдикции архиепископа Майкопского и Адыгейского Пантелеимона (Кутового)) митрополит Кирилл отметил: «Кроме того существует уже некая модель в Абхазии. Ведь уже начиная с первой войны между абхазами и грузинами на берегах Чёрного моря, грузинское духовенство потеряло возможность находиться в Абхазии и руководить духовной жизнью. [- Тем не менее, Новоафонский монастырь существует?] — Он существует, и поэтому какая-то модель де-факто уже существует. Очень важно, чтобы такого рода проекты осуществлялись таким образом, чтобы это не осложняло отношений между двумя церквами. И чтобы обе церкви с пониманием относились к тому, что такова реальность, строгого соблюдения канонического порядка в данном случае по отношению к этим территориям осуществить невозможно. Поэтому и нужен некий компромисс, некая переходная модель. Вот об этом мы сейчас размышляем вместе».
25 октября 2008 года уполномоченная президента ЮО по делам религии Соня Хубаева, комментируя решение Синода РПЦ об отказе принять Южную Осетию (то есть «Аланскую епархию» во главе с епископом Георгием (Пухатэ), поставленным греческим синодом старостильников, которые рассматриваются как раскольники Московской Патриархией и иными каноническими поместными Церквами) в юрисдикцию Московской Патриархии, заявила: «Известие о том, что наш вопрос решался на Синоде, причем без ведома и участия нашей стороны, причём, отказывая нам в покровительстве, вызывает у меня только сожаление. Что касается прихожан Аланской Епархии — простых граждан РЮО, то они возмущены и гуманитарная помощь уже не в радость. Мы не для того защищали свою землю <…>, чтобы нас „дарили“ кому бы то ни было, в том числе в духовном плане. Аланская Епархия достаточно комфортно чувствует себя под патронажем Митрополита Киприана».
19 мая 2011 года решением Синода Противостоящих епископ Георгий (Пухатэ) освобожден от обязанностей управляющего Аланской епархией и почислен на покой. Временным управляющим приходами в Южной Осетии назначен епископ Мефонский Амвросий (Бэрд), викарий Оропосско-Филийской епархии.
С 2013 года наметилась тенденция по противоборству деятельности клириков Аланской епархии со стороны Владикавказской епархии Московского Патриархата, посредством учреждённого ей «Фонда возрождения православия в Южной Осетии».
Предстоятель неканонического «Бостонского синода» Григорий (Бабунашвили) отмечал двойственность отношения Аланской епархии по отношению к Русской православной церкви: «из-за того, что „киприаниты“ оказались там в нужное время, и предложили осетинам свои церковные услуги в пору отсутствия там Московского патриархата, без всякого исправления их Исповедания Веры и разрыва общения с МП. И вот, на протяжении почти 20 лет, вся паства „киприанитов“ без проблем причащалась в приходах МП в России, а их кандидаты для священства учились и учатся в семинариях МП, с ведома и с благословением „киприанитского“ Синода. И это происходило не только тогда, когда „киприаниты“ были независимой Церковью со своим собственным Синодом, но происходит в полной мере и сейчас».
1 марта 2016 года решением Хризостомовского синода Аланская епархия была переименована в Юго-Осетинскую епархию (Ἱερὰ Ἐπισκοπὴ Νοτίου Ὀσσετίας). 22 сентября 2017 года сразу после почитаемого всеми в Осетии праздника Рождества Богородицы временный управляющий епархией Амвросий (Бэрд) и югоосетинский священник Яков Хетагуров выступили с официальным заявлением о преобразовании Цхинвальской и Аланской епархии греческой старостильной церкви в «самостоятельную и независимую поместную церковь».
6 ноября 2017 года президент республики Анатолий Бибилов на встрече с членами Совета Аланской епархии высказал своё пожелание о вхождении епархии в юрисдикцию Московского патриархата. 18 апреля 2018 года, на КПП «Нижний Рук», у епископа Мефонского Амвросия (Бэрда) был изъят паспорт Южной Осетии, которым он обладал как управляющий Аланской епархией.
Поскольку митрополит Амвросий (Бэрд) испытывал затруднения с посещением Южной Осетии, 25 февраля 2025 года иеромонах Симон (Гаглоев) был избран епископом Икортским, викарием епархии. 27 апреля 2025 года, в храме святого Саввы, в Белграде (Сербия), состоялась хиротония иеромонаха Симона во епископа Икортского.

## Епископы
- 20 ноября 2005 — 19 мая 2011 — Георгий (Пухатэ)
- с 19 мая 2011 — Амвросий (Бэрд) в/у, еп. Мефонский

## Приходы
- Соборная Церковь Рождества Пресвятой Богородицы — Цхинвал (XVIII век),
- Церковь святого Георгия Победаносца(Кавтийская) — Цхинвал,
- Церковь святителя Николая Чудотворца — Цхинвал (Гудзабар)
- Часовня святителя Николая Чудотворца — Цхинвал (при дворе 5 школы)
- Церковь святого Георгия Победоносца — село Хетагурово
- Церковь Успения Богородицы — пос. Ленингор
- Церковь Вознесение Господне — с. Еред